# Jean Ghisbert de Leeuw
Jean Ghisbert de Leeuw ook Deleeuw-Dupont (Breda, 11 oktober 1792 - Luik 9 januari 1871) was lid van het Belgisch Nationaal Congres.

## Levensloop
De Leeuw was beroepshalve advocaat. Onder het Verenigd Koninkrijk der Nederlanden was hij gedeputeerde in de Provinciale Staten van Luik.  
Hij trouwde met een van de dochters Dupont uit Luik en werd hierdoor de schoonbroer van onder meer Joseph Forgeur en Gerard Nagelmackers, beiden net als hij lid van het Nationaal Congres. Hij werd, net als Forgeur verkozen door de kiezers van het arrondissement Hoei.
De Leeuw stemde niet voor de hertog van Nemours maar voor de hertog van Leuchtenberg, niet voor Surlet de Chokier maar voor Félix de Mérode. Toen voor Leopold van Saksen Coburg moest worden gestemd was hij afwezig, en uiteindelijk stemde hij voor de aanvaarding van het Verdrag der XVIII artikelen. In de openbare zittingen deed hij een twintigtal korte tussenkomsten. In een paar gevallen deed hij een langere uiteenzetting.
In 1832-1833 was hij volksvertegenwoordiger voor het arrondissement Luik. Daarna werd hij bestendig afgevaardigde voor de provincie Luik (1833-1837) en in 1837 werd hij lid van de Raad voor het Mijnwezen (1837-1850).